# Elaver tricuspis
Elaver tricuspis är en spindelart som först beskrevs av F. O. Pickard-Cambridge 1900.  Elaver tricuspis ingår i släktet Elaver och familjen säckspindlar.
Artens utbredningsområde är Guatemala. Inga underarter finns listade i Catalogue of Life.